# Per Jönsson (borgmästare)
Per Jönsson, även Peder,  död 1658 i Skänninge, var en svensk orgelbyggare, organist och borgmästare. Han var äldre bror till Anders Jönsson som också var borgmästare och orgelbyggare.

## Orglar
| År        | Ursprunglig kyrka       | Stift      | Manualer | Pedal | Stämmor | Bevarad orgel/fasad | Övrigt |
| --------- | ----------------------- | ---------- | -------- | ----- | ------- | ------------------- | --- |
| 1621–1622 | Tyska kyrkan, Stockholm |            |          |       |         |                     | Tillbyggd med ett ryggpositiv, står sedan i Hietaniemi kyrka.                                                           |
| 1628      | Säby kyrka, Småland     | Linköpings |          |       | 4       | Nej/Nej             | En ny orgel byggdes 1754 av Jonas Wistenius, Linköping.                                                                 |
| 1630      | Vårfrukyrkan, Skänninge | Linköpings |          |       | 9       | Nej/Nej             | Orgeln sattes upp 1770 av Lars Strömblad i Fivelstads kyrka. En ny orgel byggdes 1882 av E A Setterquist & Son, Örebro. |
| 1632      | Brahekyrkan             | Växjö      |          |       |         |                     | |
| 1638      | Tranemo kyrka           | Skara      |          |       |         |                     | |
| 1641      | Dalstorps kyrka         | Skara      |          |       |         |                     | |
| 1639–1643 | Karlstads domkyrka      | Karlstad   |          |       |         |                     | |
| 1646      | Eksjö kyrka             | Linköpings |          |       |         |                     | |
| 1652      | Röks kyrka              | Linköpings |          |       |         |                     | [ 2 ] |
| 1654      | Västra Tollstads kyrka  | Linköpings |          |       |         |                     | |

### Övriga orgelarbeten
| År   | Ursprunglig kyrka | Stift  | Manualer | Pedal | Stämmor | Bevarad orgel/fasad | Övrigt      |
| ---- | ----------------- | ------ | -------- | ----- | ------- | ------------------- | ----------- |
| 1629 | Högsby kyrka      | Kalmar |          |       |         |                     | Reparation. |
| 1639 | Gränna kyrka      | Växjö  |          |       |         |                     | Reparation. |